# Autoritratto con fiore d'eringio

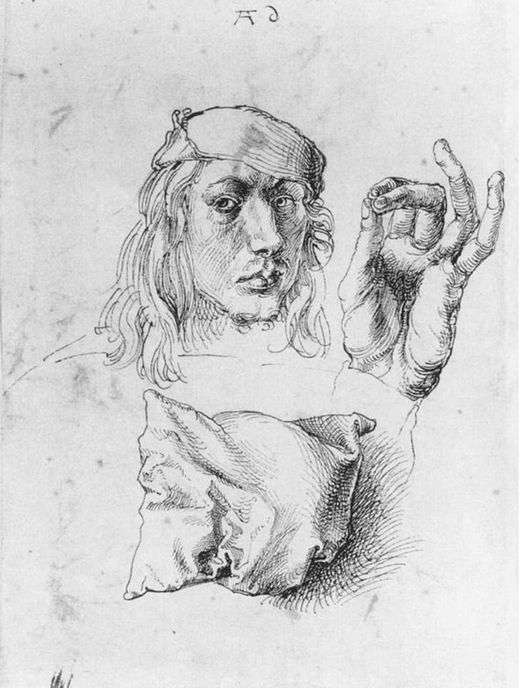
Autoritratto con un cuscino (1493 circa), New York

L'Autoritratto con fiore d'eringio è un dipinto a olio su pergamena trasportata su tela (57x45 cm) di Albrecht Dürer, datato 1493 e conservato nel Museo del Louvre di Parigi. Escludendo i disegni (come l'Autoritratto a tredici anni dello stesso Dürer) l'opera è il primo autoritratto come opera autonoma in pittura della storia dell'arte occidentale.

## Storia
L'opera venne dipinta all'età di 22 anni, mentre l'artista si trovava a Basilea o, tutt'al più, a Strasburgo. La data 1493 è presente sulla scritta in alto, dove si legge anche il motto "MYSACH DIE GAT / ALS ES OBEN SCHTAT" ("Le cose mi vanno come è disposto Lassù"). Alcuni hanno messo in relazione l'opera con il fidanzamento con Agnes Frey, come potrebbe far pensare il fiore d'eringio, che tra i molti significati simbolici ha anche quelli di fedeltà e felicità coniugale. Secondo altre interpretazioni invece il fiore rimanderebbe a significati religiosi, con riferimento alla Provvidenza, come farebbe pensare anche l'iscrizione.
Nello stesso anno l'artista siglò un autoritratto a penna oggi nella Collezione Lehman del Metropolitan Museum di New York, che probabilmente è l'immediato precedente dell'opera parigina.

## Descrizione e stile
Il giovane artista si ritrae a mezza figura di tre quarti, voltato a destra e con lo sguardo rivolto allo spettatore. Si mostra in abiti alla moda di color ardesia, con cui creano un contrasto simulante il bordo rosso chiaro del berretto. Il volto è pallido, incorniciato da morbide ciocche di capelli biondi, le labbra carnose e sensuali, la barbetta rada.
Secondo Panofsky alcune note di raffinata voluttuosità sarebbero legate a un'influenza dell'arte alsaziana ammirata a Strasburgo. I tratti fisionomici mostrano ancora una certa rustichezza esitante di un giovane in maturazione, che scompariranno nel successivo Autoritratto con guanti a Madrid, dove l'artista si rappresenterà come un elegante gentiluomo, appartenente a un'aristocrazia dello spirito che si riflette nell'abbigliamento curatissimo e nei modi sicuri.